# Dracontia
Dracontia es un género  de orquídeas originarias de Centroamérica.
En The Plant List está considerada un sinónimo de Stelis.

## Descripción
Muestra ramicaule bien desarrollado, con una vaina tubular a la mitad de su altura, y dos o tres más  en el fondo, coronado por un anillo apenas visible. La inflorescencia brota de una espata en la cúspide del  ramicaule, siendo racemosa con flores abiertas de forma simultánea o sucesiva. El labio está lleno de lóbulos laterales en posición vertical con alas basales. La columna es corta, con una muesca en el extremo que normalmente proyecta más allá de la cubierta antera.

## Evolución, filogenia y taxonomía
El género Dracontia fue propuesto por Carlyle August Luer  en 2004, cuando elevó el subgénero homónimo de Pleurothallis, propuesto por él mismo en 1986, a la categoría de género.  Dracontia tuerckheimii es su especie tipo.

## Etimología
El nombre del género deriva del griego drakon, dragón, en referencia a la apariencia feroz de sus flores.

## Sinonimia
- Pleurothallis subgen. Dracontia Luer.

## Especies deDracontia
1. Dracontia carnosilabia (A.H.Heller & A.D.Hawkes) Luer, Monogr. Syst. Bot. Missouri Bot. Gard. 95: 257 (2004).
2. Dracontia cobanensis (Schltr.) Luer, Monogr. Syst. Bot. Missouri Bot. Gard. 95: 257 (2004).
3. Dracontia conochila (Luer) Luer, Monogr. Syst. Bot. Missouri Bot. Gard. 95: 257 (2004).
4. Dracontia dracontea (Luer) Luer, Monogr. Syst. Bot. Missouri Bot. Gard. 95: 257 (2004).
5. Dracontia fortunae (Luer & Dressler) Luer, Monogr. Syst. Bot. Missouri Bot. Gard. 95: 257 (2004).
6. Dracontia grandis (Rolfe) Luer, Monogr. Syst. Bot. Missouri Bot. Gard. 95: 257 (2004).
7. Dracontia ingramii (Luer) Luer, Monogr. Syst. Bot. Missouri Bot. Gard. 95: 257 (2004).
8. Dracontia macrantha (L.O.Williams) Luer, Monogr. Syst. Bot. Missouri Bot. Gard. 95: 257 (2004).
9. Dracontia oblongifolia (Lindl.) Luer, Monogr. Syst. Bot. Missouri Bot. Gard. 95: 257 (2004).
10. Dracontia pachyglossa (Lindl.) Luer, Monogr. Syst. Bot. Missouri Bot. Gard. 95: 257 (2004).
11. Dracontia papillifera (Rolfe) Luer, Monogr. Syst. Bot. Missouri Bot. Gard. 95: 257 (2004).
12. Dracontia perennis (Luer) Luer, Monogr. Syst. Bot. Missouri Bot. Gard. 95: 257 (2004).
13. Dracontia powellii (Schltr.) Luer, Monogr. Syst. Bot. Missouri Bot. Gard. 95: 257 (2004).
14. Dracontia ramonensis (Schltr.) Luer, Monogr. Syst. Bot. Missouri Bot. Gard. 95: 257 (2004).
15. Dracontia thymochila (Luer) Luer, Monogr. Syst. Bot. Missouri Bot. Gard. 95: 257 (2004).
16. Dracontia tintinnabula (Luer) Luer, Monogr. Syst. Bot. Missouri Bot. Gard. 95: 257 (2004).
17. Dracontia tuerckheimii (Schltr.) Luer, Monogr. Syst. Bot. Missouri Bot. Gard. 95: 257 (2004).